# マンモスフリーマーケット
マンモスフリーマーケットは、1994年から2024年まで愛知県名古屋市で開催されていたフリーマーケットイベント。大きなフリーマーケットであることから、マンモスフリーマーケットと名付けられた。
2014年春には初回開催から20周年を迎え「マンモスフリーマーケットZ」にリニューアルした。

## 概要
名古屋市国際展示場全館を利用する一大イベントで、主催はテレビ愛知。「マンモスフリーマーケット」の名称は同社の登録商標（登録番号第4189539号）。2012年頃には来場者約60,000人、出店ブース約4,000店の規模で開催され日本最大級のフリーマーケットを公称していた。
これ以外にも会場に設置された特設ステージではイベントやショーが行われるほか、2012年春には「東海つけ麺祭りinマンモスフリマ」を同時開催するなどフリーマーケット以外の企画も展開した。
また、中京圏の人なら必ず耳にする、マンモスフリーマーケットのテレビCM「マンモス、マンモス、マンモス、マンモス、マンモスフリ～マーケット♪」のフレーズを歌う、テレビCMオーディションも毎年会場で開催している。
末期は毎年10月に国際展示場2号館のみでの開催となり、フリーマーケットアプリの普及などを理由として、2024年10月の第66回開催をもって終了となった。

## 歴代CMグランプリ
- 1999年 - 高井菜緒
- 2000年 - 川崎郁美
- 2012年 - 長谷和征（歴代初の男性グランプリ/元ジャニーズJr.）

※西暦順、ウィキペディアに情報がある人名のみ。
上記グランプリは全員偶然元々同じモデル事務所に所属していた。